# Ramasuja
Ramasuja (ruso: Рамасу́ха) es un asentamiento de tipo urbano de Rusia, perteneciente al raión de Póchep de la óblast de Briansk.
En 2021, el asentamiento tenía una población de 371 habitantes. En su territorio no hay pedanías.
Se ubica unos 20 km al sur de la capital distrital Póchep, sobre el camino rural que lleva a Trubchevsk.

## Historia
Se conoce la existencia del asentamiento en documentos desde mediados del siglo XIX, cuando era un pequeño jútor. Debido a su ubicación en un área forestal, a principios del siglo XX se construyó aquí un aserradero, que dio origen a un asentamiento de mayor tamaño. En la década de 1930, la Unión Soviética desarrolló el aserradero, construyendo un ramal ferroviario desde la estación de Póchep, que estuvo en funcionamiento hasta finalizar el siglo. En 1947 adoptó estatus de asentamiento de tipo urbano. Llegó a alcanzar casi mil doscientos habitantes en el censo de 1970, pero posteriormente la industria maderera local cerró y el asentamiento sufrió un fuerte éxodo rural, aunque manteniendo un estatus administrativo formalmente urbano.